# عبد الحسيني (مقاطعة دلفان)
عبدالحسيني (بالفارسية: عبدالحسینی) هي مستوطنة تقع في قسم خاوة الجنوبي الريفي (مقاطعة دلفان) في إيران. يقدر عدد سكانها بـ 467 نسمة بحسب إحصاء 2016.